# オーガスト・エイムズ
オーガスト・エイムズ（August Ames、1994年8月23日 - 2017年12月5日）は、カナダのポルノ女優、アダルトモデル。2017年、23歳の時にツイッターの投稿に続く誹謗中傷の後に自殺した。

## 生涯
ノバスコシア州アンティゴニッシュで出生名メルセデス・グラボウスキー（Mercedes Grabowski）として生まれ、オンタリオ州ペタワワで育ち、後にコロラド州コロラドスプリングズに住んだ。オロモクト高校を卒業。ポーランド人の血をひき、アフリカ系アメリカ人のクオーターでもあった。両親は2人とも軍隊で働いており、長年ペタワワのカナダ軍基地の近隣に住んでいた時期に、早くから軍の小悪魔として過ごした。
母親は双極性障害に苦しんでいた。エイムズは少女時代、父方の祖父から日常的に性的虐待を受けていたと主張したが、父親は信用せず12歳の時からグループホームに住んだ。若い頃は子守り、動物介在補佐、乗馬トレーナーとして働いた。
エイムズは、Evil Angelのポルノプロデューサー、監督のケヴィン・ムーアと結婚していた。死の数週間前、エイムズは子供時代の心的外傷に起因する双極性うつ病障害と解離性同一性障害の病歴があることを認め、次のように述べた。「大丈夫な日もあれば、何もしないでいると子供の頃のひどいフラッシュバックに襲われ、ひどく落ち込んでしまい、ベッドから出ることができず、1・2週間ほど撮影をキャンセルすることもあります。」

## 経歴
2013年11月、19歳の時にポルノ女優としてデビュー。以来270本以上の映画に出演した。生涯で3度のFemale Performer of the Yearのノミネートも含む、4つのAVNアワードにノミネートされた。
2016年、ポルノ以外の映画『Model for Murder: The Centerfold Killer』に出演。2016年9月には、ヴィクセン・スタジオのエンジェル・オブ・ザ・マンスに選出された。
2017年12月、エイムズはポルノシーンに出演する予定であったが、共演者がゲイポルノに出演経験がありながら性感染症の検査を受けていない男性であることを知り、辞退した。 2017年12月3日、エイムズはツイッターに以下の様に書いた。

| August Ames    | Xの短文投稿より |
| @AugustAmesxxx |                 |

             whichever (lady) performer is replacing me tomorrow for @EroticaXNews, you're shooting with a guy who has shot gay porn, just to let cha know. BS is all I can say🤷🏽‍♀️ Do agents really not care about who they're representing? #ladirect I do my homework for my body🤓✏️🔍
         

        December 3, 2017

（→意訳: 明日、私の代わりにEroticaXNewsに出る女優さん、貴女は知らされないままゲイポルノに出たことのある男性と撮影させられるわ。くそったれとしか言えない🤷🏽‍♀️ エージェントは自分たちが代理している人間について全く気にかけないのかしら？ #ladirect 私は自分の身体のためにホームワークをします🤓✏️🔍）
このツイートはSNS利用者からの非難と悪罵を引き起こした。パンセクシュアリティの男優ジャクストン・ホイーラーはエイムズに、謝罪するか、シアン化物の錠剤を服用しろと責め詰った（後にこれを後悔している）。バイセクシュアルだったエイムズは、LGBTコミュニティを愛し、性の自己決定権を持っていると主張していた。

## 死去
ツイートから2日後の2017年12月5日、23歳のエイムズはカリフォルニア州カマリロの公園で死亡しているのを発見された。ベンチュラ郡の検視局により、死因は首吊り自殺による窒息死とされた。検死による毒物検査の結果、死亡時の彼女の体内にコカイン、大麻、抗うつ薬セルトラリン（ゾロフト）、抗不安薬アルプラゾラム（ザナックス）が認められた。親しい友人たちは、ネットいじめが彼女の人生を終わらせたのだと主張した。
夫のケヴィン・ムーアがエイムズの死の原因になったと言われるネットいじめを調査するようジョン・ロンソンと彼のプロデューサーに勧めた後、Audibleのシリーズ「The Last Days of August」で取り上げられた。ポッドキャストでは、ロンソンは経緯におけるネットいじめの側面を正式に調査するが、ムーアの過去の女性関係とエイムズの精神疾患の履歴を調べることにより、ムーアが彼女の死に果たした役割をさらに詳しく調べる。ロンソンは、エイムズの周囲の多くの人々が彼女の死につながる劣悪な精神状態に加担したと結論付け、エイムズの自殺とJ・B・プリーストリーの独創的な演劇『夜の来訪者』における少女の架空の自殺を比較する。
エイムズの死、および同年の数人のポルノ出演者の死をきっかけとして、この問題に対処すべく、ムーアが考案したオーガスト・ホットラインのプロジェクト、イギリスの女優、レヤ・タニットが2018年4月に立ち上げた非営利団体パイナップル・サポートなど、業界内での複数の取り組みが提案された。

## 出演作の一部
| - Ring my bells (2013) - Art of Romance 2 (2014) - August Ames and friends (2014) - August Ames in stacked 2 (2014) - August is my favourite month (2014) - Female seduction (2014) - Family attraction (2014) - Flexible, Fuckable, and Dripping Wet (2014) - I Wanna Be a Motherfucking Porn Star (2014) - My first interracial (2014) - Flexible, Fuckable, and Dripping Wet (2014) - My Stepbrother Has a Huge Black Cock 2 (2014) | - Porno Professor 3: Honor Students (2014) - Real Model with Perfect Tits Loves Black Cock (2014) - Rookies of the Year: 2015 (2014) - Real Model with Perfect Tits Loves Black Cock (2014) - American POV: Big Boobs Edition (2015) - August Ames Gets an Interracial Creampie (2015) - August Ames in Interracial (2015) - August Ames Oils Up Her Titties for Me (2015) - August Ames Orgasms On The Dick (2015) - August Ames' Rear View Sole Show (2015) - Sexual Desires of August Ames (2015) - August Ames Demands to get fucked (2016) | - August Ames gets caught masturbating (2016) - August Ames's Oiled Up Titties (2016) - August Ames: Soft, Slow and Wet (2016) - Interracial Superstars (2016) - Kayden Kross' Big Natural Tits Casting Couch (2016) - August Briefs Her Boss (2016) - Model for Murder: The Centrefold Killer (2016) - Teens Take it Black (2016) - August Ames and JMAC Have Fun Fuck (2017) - August Ames Fucks So Great (2017) - August Ames to please (2017) - Danger in August (2017) |

## 受賞とノミネーション

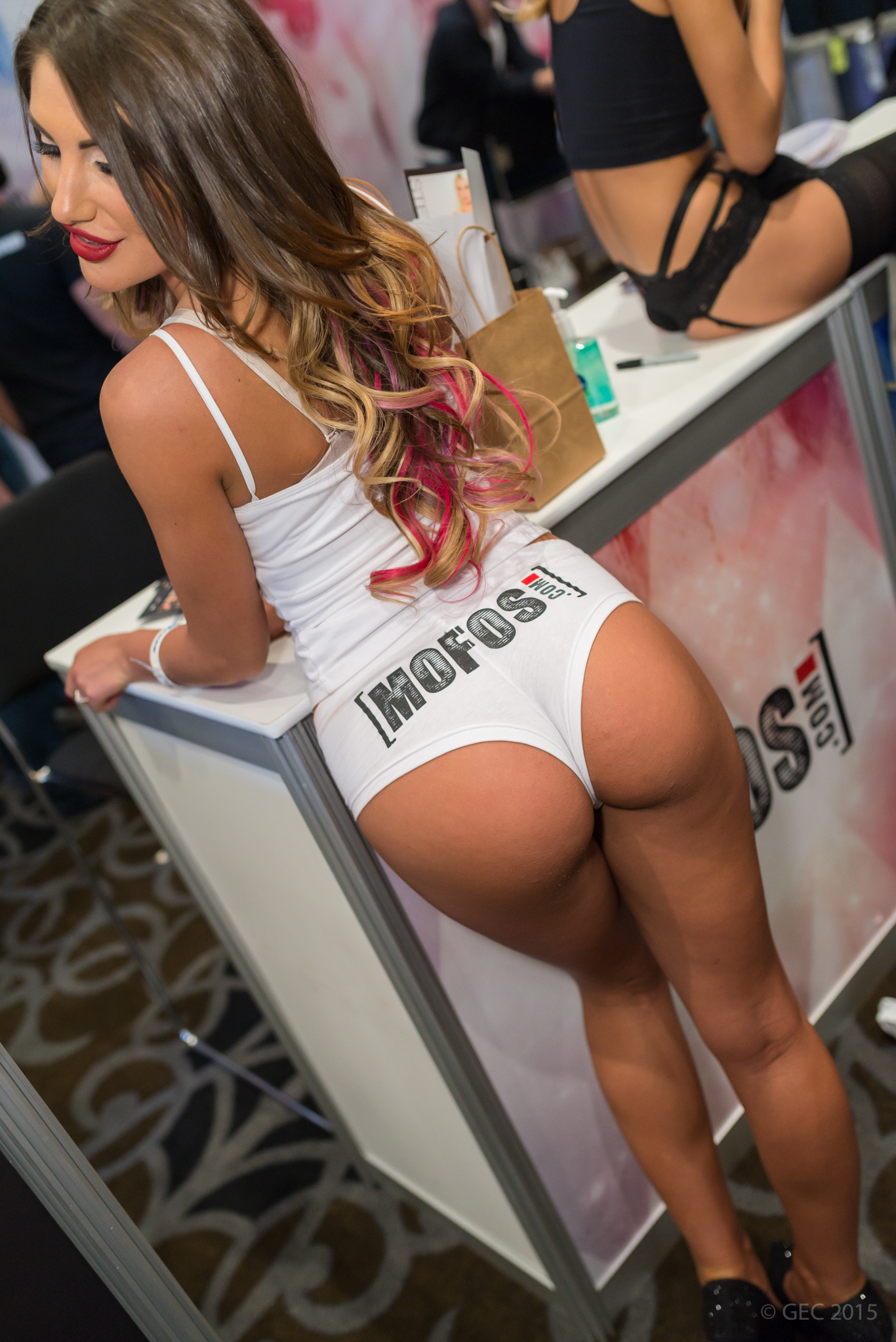
2015年、AVNエキスポにて

| 年   | 賞          | 結果       | 部門                                                                                                   | 作品                          | 脚注   |
| ---- | ----------- | ---------- | --- | ----------------------------- | ------ |
| 2015 | AVNアワード | ノミネート | Best New Starlet                                                                                       | N/A                           | [ 28 ] |
| 2015 | AVNアワード | ノミネート | Best POV Sex Scene (ケヴィン・ムーアと)                                                                | Spandex Loads 8               | [ 28 ] |
| 2015 | XBIZ賞      | ノミネート | Best New Starlet                                                                                       | N/A                           | [ 29 ] |
| 2015 | XRCO賞      | ノミネート | New Starlet of the Year                                                                                | N/A                           | [ 30 ] |
| 2015 | XRCO賞      | 受賞       | Cream Dream of the Year                                                                                | N/A                           | [ 30 ] |
| 2016 | AVNアワード | ノミネート | Female Performer of the Year                                                                           | N/A                           | [ 31 ] |
| 2016 | AVNアワード | ノミネート | Best Boy/Girl Sex Scene (マニュエル・フェラーラと)                                                     | Oil Overload 12               | [ 31 ] |
| 2016 | XBIZ賞      | ノミネート | Best Scene – Feature Release (ザンダー・コルヴァス、マーカス・ロンドンと)                              | Safe Landings                 | [ 32 ] |
| 2016 | XBIZ賞      | ノミネート | Best Actress – Feature Release                                                                         | Safe Landings                 | [ 32 ] |
| 2016 | XBIZ賞      | ノミネート | Female Performer of the Year                                                                           | N/A                           | [ 32 ] |
| 2017 | AVNアワード | ノミネート | Female Performer of the Year                                                                           | N/A                           | [ 33 ] |
| 2017 | AVNアワード | ノミネート | Best Girl/Girl Sex Scene (ダーシー・ドルチェと)                                                        | The Lesbian Landlord          | [ 33 ] |
| 2017 | XBIZ賞      | ノミネート | Female Performer of the Year                                                                           | N/A                           | [ 34 ] |
| 2017 | XBIZ賞      | ノミネート | Best Sex Scene – Vignette Release (ルーカス・フロストと)                                               | First Dates                   | [ 34 ] |
| 2018 | AVNアワード | ノミネート | Female Performer of the Year                                                                           | N/A                           | [ 35 ] |
| 2018 | AVNアワード | ノミネート | Best Group Sex Scene (アベラ・デンジャー、 ライリー・リード、ジャン・ヴァル・ジャン、ミック・ブルーと) | Young & Beautiful 3           | [ 35 ] |
| 2018 | AVNアワード | ノミネート | Best Three-Way Sex Scene - G/G/B (ケンジー・リーヴス、 レヴィ・キャッシュと)                           | College Rivals Bond Over Cock | [ 35 ] |
| 2018 | XBIZ賞      | ノミネート | Best Sex Scene — Vignette Release (ジェイソン・ブラウンと)                                             | Racks                         | [ 36 ] |
| 2019 | AVNアワード | ノミネート | Best Three-Way Sex Scene – Girl/Girl/Boy (アビゲイル・マック、 クリスチャン・クレイと)                 | Threesome Fantasies 2         | [ 37 ] |